# Clan Wąż

Wąż est un clan de l'aristocratie polonaise. Il est mentionné pour la première fois en 1389.

## Membres notables
- Alexander Kazarsky (en), Capitaine de vaisseau russe, héros de la guerre russo-turque de 1828-1829.

- Guillaume Apollinaire  (Wilhelm Albert Włodzimierz Apolinary Kostrowicki herb. Wąż, en français, Guillaume Albert Vladimir Alexandre Apollinaire de Kostrowitzky)